# Pajaka
Pajaka – wieś w Estonii, prowincji Rapla, w gminie Märjamaa.